# Casagiove
Casagiove község (comune) Olaszország Campania régiójában, Caserta megyében.

## Fekvése
A megye délkeleti részén fekszik, Nápolytól 25 km-re északra valamint Caserta városától 1 km-re nyugati irányban. Határai: Casapulla, Caserta, Capua, Recale,  San Nicola la Strada és San Prisco.

## Története
Nevét az itt elhaladó Via Appia mentén felépített Juno-templom után kapta. A település évszázadokon keresztül egy kis falucska volt, Caserta városának falain kívül. Igazi fejlődésnek a casertai királyi palota építése idején indult: a palota építésén dolgozó munkások családjaikkal itt telepedtek le. Casagiove 1947-ben vált önállóvá.

## Népessége
A népesség számának alakulása:

## Főbb látnivalói
Fő nevezetessége az egykori Bourbon-kaszárnya, amely 1750-ben épült Luigi Vanvitelli javaslatára, a casertai királyi palotán dolgozó művészek elszállásolására. 